# Jan Guillou
Jan Oscar Sverre Lucien Henri Guillou (* 17. ledna 1944 Södertälje) je francouzsko-švédský spisovatel a novinář.
Guillouova sláva započala v době, když byl investigativním novinářem, nejpravděpodobněji v roce 1973, kdy spolu s reportérem Peterem Brattem odhalili tajnou a nelegální švédskou organizaci zvanou Informationsbyrån (IB). Stále je novinářsky aktivní jako pisatel sloupků pro švédský Aftonbladet. Vlastní jeden z největších vydavatelských podniků ve Švédsku, Piratförlaget (Pirátské vydavatelství), spolu se svou ženou a vydavatelkou Ann-Marie Skarp a Lizou Marklund. Proslavil se jako autor dvanáctidílné knižní série o smyšleném švédském špiónovi Carlu Hamiltonovi přezdívaném „Coq Rouge“ ("Červený kohout"), a také jako autor Křižácké trilogie.

### Špionážní série s Carlem Hamiltonem
- Rouge. Brättelsen om en svensk spion. 1986 (česky Krycí jméno Coq Rouge. Praha : Eminent, 2002. 294 s. ISBN 80-7281-079-0.)
- Den demokratiske terroristen. 1987 (česky Terorista ve službách státu : Coq Rouge sv. II. Praha : Eminent, 2003. 230 s. ISBN 80-7281-102-9.)
- I nationens interesse. 1988.
- Fiendens fiende. 1989.
- Den hedervärde mördaren. 1990.
- Vendetta. 1991.
- Ingen mans land. 1992.
- Den enda segern. 1993.
- I hennes Majestäts tjänst. 1994.
- En medborgare höjd över varje misstanke. 1995.
- Madame terror. 2006.
- Men inte om det gäller din dotter. 2008.

### Křižácká trilogie
- Vägen till Jerusalem. 1998. (česky Cesta do Jeruzaléma. Praha : Argo, 2010. 328 s. ISBN 978-80-257-0310-6.)
- Tempelriddaren. 1999. (česky Templář. Praha : Argo, 2010. 380 s. ISBN 978-80-257-0311-3.)
- Riket vid vägens slut. 2000. (česky Království na konci cesty. Praha : Argo, 2011. 408 s. ISBN 978-80-257-0446-2.)

### Série Velké století
- Brobyggarna. 2011 (česky Stavitelé mostů, překlad Helena Matocha, brněnské nakl. Host,  2014,  560 s.,  ISBN 978-80-7294-856-7) Tři bratři Lauritz, Oscar a Sverre jsou poté, co jejich otec a strýc zmizí v Severním moři, nuceni opustit malou pobřežní vesničku a vydělávat si na živobytí ve městě. Stanou se z nich učni tamějšího provazníka. Jejich řemeslné nadání vzbudí pozornost dobročinného spolku Dobrý úmysl, pod jehož záštitou mají být chlapci vzděláváni jako stavitelé mostů a železnic na univerzitě v Drážďanech. Bratři se po studiích rozdělí a každý si jde svou cestou. Lauritz se vrací do Norska a zapojuje se do stavby jedné z nejvýznamnějších železnic, Oscar odchází do Německé východní Afriky a Sverre, jenž uposlechl hlas srdce, se vydává se svou láskou do Anglie.
- Dandy. 2012 (česky Norský dandy, překlad Helena Matocha, brněnské nakl. Host,  2014,  310s.,  ISBN 978-80-7491-054-8) Po dokončení studií v Drážďanech se oba mladí gentlemani vracejí do Albertova rodného Wiltshiru na jihu Anglie, kde si Sverre zprvu musí zvykat na prostředí anglického venkovského panství. Po předčasném otcově skonu zdědí Albert jak jeho titul, tak zodpovědnost za celé manninghamské panství.  Londýnské homosexuální kruhy jsou stále otřesené stíháním Oscara Wilda. Sverre s Albertem se přidají k tamějším umělcům a bohémům, mezi něž patří také volnomyšlenkářská skupina Bloomsbury. Sverreho umělecký talent v tomto prostředí vzkvétá.
- Mellan rött och svart. 2013 (česky Mezi červenou a černou, překlad Helena Matocha, brněnské nakl. Host,  2015,  344 s.,  ISBN 978-80-7491-241-2) Lauritz, Oscar a Sverre se po skončení první světové války setkávají v Berlíně. Válka si i na nich vybrala svou daň. Oscarovi zabavili Britové v Africe majetek. Sverreho milovaný Albie padl v boji a Sverre musel opustit panství, které mu bylo po téměř dvacet let domovem. Lauritz a Ingeborg odešli z Bergenu poté, co jejich syna málem ubili jeho norští spolužáci za to, že je poloviční Němec. Zvyknout si na život v Berlíně a Saltsjöbadenu nějakou dobu trvá, a navíc přicházejí bouřlivá dvacátá a třicátá léta. Vypadá to, že se Německo staví na nohy, a Evropané si nedokážou představit, že by někdy mohla znovu vypuknout válka. Stejně jako všichni ostatní ani rodina Lauritzenů nevidí temný stín nepředstavitelného zla, které uvrhne svět do ještě většího neštěstí.
- Att inte vilja se. 2014 (česky Klapky na očích, překlad Helena Matocha, brněnské nakl. Host,  2015,  312 s., ISBN 978-80-7491-426-3) Nejstarší z bratrů Lauritzenových se stále vyhýbá rozhodnutí, na čí straně stát. Lauritzův syn Harald, důstojník SS, je dočasně umístěn v Oslu. Starší dcera Johanne působí v norském odboji, mladší syn Karl je u švédského námořnictva a dcera Rosa zřejmě pracuje jako špionka.  Lauritz doufá, že Německo válku vyhraje, ale zjišťuje, že bratři Oscar a Sverre s ním tuto naději nesdílejí. A jeho žena Ingeborg už dlouho nepovažuje Německo za svůj domov. Válka rozděluje Evropu a začíná to vřít i v rodině Lauritzenových.   Pokaždé když se zdá, že se na konci tunelu objevil záblesk světla, věci naberou ještě horší směr. Záleží už jen na jediném: přežít — fyzicky i morálně.
- Bla stjärnan. 2015 (česky Modrá hvězda, překlad Helena Matocha, brněnské nakl. Host,  2016,  376 s., ISBN 978-80-7491-507-9) Do popředí zájmu se dostává nová generace rodiny Lauritzenovy, zejména nejstarší dcera Johanne. Od začátku války pracovala jako spojka v norském odboji. Nyní se nechá rekrutovat britskou špionážní organizací SOE a ocitá se uprostřed stockholmského zločineckého světa špionáže, podvodu a zrady. Johanne se brzy stane kapitánkou britské armády. Její šéf o ní tvrdí, že je snem každé špionážní organizace. Je to dokonalá agentka, překrásná žena, která plynně mluví třemi jazyky. Není náhodou, že jí Britové dají krycí jméno Modrá hvězda. Po sérii velkolepých sabotážních akcí je pověřena nejvýznamnější misí organizace: záchranou norských Židů před holokaustem.
- Äkta amerikanska jeans. 2016 (česky Pravé americké džíny, překlad Helena Matocha, brněnské nakl. Host,  2017,  347 s., ISBN 978-80-7577-171-1) Eric, potomek třetí generace Lauritzenů, dospívá v padesátých letech dvacátého století. V době, kdy se budují základy švédského sociálního státu a tamější suroviny se proměňují v horké zboží na evropském trhu. V době, kdy Švédsko stále trpí důsledky válečného pustošení. V době, kdy se rostoucí hrozba jaderné války projevuje všudypřítomnými obavami a strachem. Ericovou jedinou bezprostřední starostí je však změna, která navždy otřese jeho poklidným životem v Saltsjöbadenu. Mezi mládeží se rodí nová kultura, v níž evropské vlivy nahrazují ty americké. Eric je vtažen do tohoto světa fascinovaného novou hudbou, módou i filmem. Stane se úspěšným pašerákem zakázané Coca-Coly, a navíc je mezi svými vrstevníky první, kdo začne nosit pravé americké džíny.
- 1968. 2017 (český název je také 1968, překlad Helena Matocha, brněnské nakl. Host,  2019,  365 s.,  ISBN 978-80-7577-756-0) Levicově angažovaný Eric Letang právě dokončil studium práv a podařilo se mu získat místo koncipienta v proslulé advokátní kanceláři Henning Sjöstrand. Hned od začátku se musí vyrovnávat s tím, že právo se dá využívat jak ve službách dobra, tak zla. Je horké léto 1968 a Eric míří kvůli svému prvnímu velkému případu do západního Německa, odkud se posléze vydává se svou láskou do Československa.  Kniha 1968 zasvěceně líčí jeden z politicky nejbouřlivějších roků dvacátého století: ve Spojených státech a v Evropě se šíří vlna demonstrací proti válce ve Vietnamu, v ulicích Paříže vlají rudé prapory a v Praze umírá socialismus s lidskou tváří.   Guillouův román je pro české čtenáře přitažlivý mimo jiné i autentickým vylíčením pražských srpnových událostí — autor totiž onoho osudného roku pobýval dva měsíce v Československu.